# 週刊読書人
週刊読書人（しゅうかんどくしょじん）は、日本の週刊書評新聞。毎週金曜日に発売される。

## 概要
1948年に「全国出版新聞」として創刊。「読書タイムズ」への改題を経て、1958年に日本書籍出版協会の新聞委員会として発足。同年5月を正式創刊と定めている。創刊時の編集部員は大半が日本読書新聞からの移籍者だった。1964年、日本書籍出版協会から独立し、株式会社読書人となる。
書評だけではなく、文芸界のニュース報道や、評論も掲載している。公称発行部数は約7000部。
ジャンルは多岐にわたり、純文学、大衆小説のみならず、哲学や思想、芸術などを専門的に扱っている。大学の研究者も多く登場し、インテリの読む書評紙として独自の地位を築いている。
芥川賞と直木賞の受賞作については受賞者のほか選考委員たちも論評を寄せる。
ライバル紙に「図書新聞」がある。

## 関係人物
- 巖谷大四
- 小笠原賢二
- 植田康夫
- 森詠